# Uffe Harder
Uffe Erling Harder Hansen (født 29. september 1930 København, død 25. april 2002 smst.) var en dansk forfatter. Han debuterede i 1954 med digtsamlingen Sprængte diger og han har siden udsendt en lang række digtsamlinger. Han har desuden oversat litteratur fra italiensk, fransk og spansk samt flere af Samuel Becketts bøger. Han var i en årrække formand for den danske PEN-klub og var fra 1973 medlem af Det Danske Akademi.
Han var 1958-1985 gift med Maria Giacobbe, med hvem han fik sønnerne Thomas og Andreas Harder.
Uffe Harder skrev digtet Krig og Fred i 1983, der udkom i digtsamlingen Deruda Derinda. Han er begravet på Frederiksberg ældre kirkegård.

## Udmærkelser
1978, Drachmannlegatet (for digtsamlingen Nu og nu).